# محمد حسن جان مدني
حسن جان مدني هو المحدّث العظيم، الشّيخ الفقيه، العلّامة المحقّق محمد حسن جان المدني بن مولانا أكبر جان، الملقب بالإمام البخاري الثاني في باكستان، وذلك لكثرة عبوره بالحديث النبوي.

## سيرته
ولد الشّيخ حسن جان المدني في 6 يناير 1938 م الموافق من 4/11/1336 هـ في جارسده، باكستان القريشي نسبًا والبشاوري موطنا، والمدني تعلما، والحنفي مسلكا ، وكان حُسن السّيرة، حُسن الأخلاق، جليل القدر، جميل الجسم؛ أحبّه كُل مَن رآه، ولم يره أحد إلّا تعجّب مِن حُسن سيرته، وعظيم علمه.

## نشأته وحياته العلمية
كان شيخ الحديث محمد حسن جان مدني في مسجد درويش في بيشاور، وكان يستخدم لتقديم خُطَب الجمعة في نفس المسجد كما كان نائب رئيس "وفاق المدارس العربية"، أكبر مجلس جامعات إسلامية (الجمعية). ثم أكمل مولانا حسن جان تحفيظ القرآن الكريم في المسجد النبوي في 3 أشهُر.
ثم درس الرّياضيات الأساسية والنّحو العربي من عمّه، وحصل بعد ذلك على قبول في مدرسة (أنجمان تعليم القرآن) حيث تعلم الأساسيات والأُردية.
ثم انتقل إلى دار العلوم اوتمانزي حيث أكمل الدّرس النّظامي.
ثم انتقل إلى الجامعة الأشرفية بـ لاهور حيث درس كتب الحديث مِن حافظ محمد إدريس الكاندهلوي، ومولانا محمد رسول خان، ثم حصل على درجة من فضل الدينيات من الجامعة الإسلامية (اكوڑه خٹك) بامتياز.
وفي 11 يونيو 1962 انتقل إلى المدينة لمزيد من الدّراسات في الجامعة الإسلامية بالمدينة المنورة، وحصل على الليسانس في الشريعة من الكلية الشريعة الجامعة الإسلاميّة بالمدينة المنورة بصفة الامتياز بمرتبة الشرف الأولى، كما أنّهُ حصل على الماجستير في العُلُوم الإسلامية من جامعة بيشاور بتقدير ممتاز بمرتبة الشّرف الأولى.
وفي الأخير كان يدرس في جامعة إمداد العلوم الإسلامية بجامع الدرويش بـ بيشاور من سنوات عديدة.

## مؤلّفاته
وللشيخ جان الشّهيد تأليفات مفيدة:
1. أحسن الخبر في مبادي عِلم الأثر.
2. بركة المغازي (رسالة).
3. أحسن البيان في شرح كتاب الإيمان للإمام البخاري.
4. النظم الاقتصادية في الدّولة الإسلامية.
5. أصول القرآن ومبادئه.[3]
6. اوراد مسنونه (بالأردية).
7. سفرنامه (أيضا بالأردية). قد جمع فيه ما حدث في أسفاره إلى الدُّوَل العربية، وبيت المقدس.

وكان له تقاريظ وتعاليق على مؤلفات المؤلفين، كُلّ هذا يدل على تفوّقه في العلم وإلمامه بالأدب العربي.
وله أيضًا عِدّة فيديوهات نشرت فيها خُطبه عبر يوتيوب YouTube، وفيسبوك Facebook وللمشاهدة راجع ! فيديوهاته باسمه فيهما.

## نشاطاته ومؤهلاته العلمية
- قد حصل شهادة الماجستير.
- وحصل على ميدالية ذهبية من جامعة بيشاور في ايم أي اسلاميات MA Islamiatia لتميزه.
- قد حفظ القرآن الكريم في ثلاث أشهُر.
- قد حفظ ثمانية عشرة ألف 18000 حديث نبوي.
- قد حفظ بعض الأحاديث المشهور متنا وسندا.
- كان يتكلم بـ تسعة عشرة لُغّة، وكان يحسن العربية والأُردِيّة.
- وكان رأيسا للجامعة إمداد العلوم في بيشاور.
- قد درس العلوم كُلّها، وهذه مزية لم توجد في كبار من العلماء إلّا ماشاء الله تعالى.
- قد دُعِي من قِبل بعض الدُّول كـ السّعودية، ولُبنان، ومصر، وأفريقيا الجنوبية تكريمًا له وتشريفا.
- ترك مِن خلفه أكثر من عشرة ألاف تلميذ الّذين تلمّذُوا عليه، ومن تلامذته كبار العلماء في باكستان.[4]

## اغتياله واستشهاده
اغتيل الشّيخ في يوم السّبت 17 سبتمبر 2007، وجاء بعض الأشخاص المجهولين إليه بالقرب من أفطاري، وطلبوا مِنه الذهاب معهم إلى نيكاه خواني، واغتيل في وزير باغ خلف جاناز جا (مكان الصلاة) في ضواحي بيشاور.
ويعتقد أنه قتل من قبل أشخاص مجهولين قد يكون بسبب آرائه المعتدلة، والتي شملت إصدار فتاوى ضد التفجيرات الانتحارية.